# Puffin Books
Puffin Books is een Britse uitgeverij van kinderboeken. De uitgeverij was vanaf 1960 een van de grootste uitgeverijen voor kinderboeken in het Verenigde Koninkrijk. De uitgeverij is onderdeel van de Penguin Random House, een dochteronderneming van het Duitse Bertelsmann.

## Geschiedenis
Vier jaar na de oprichting van Penguin Books opgericht door Allen Lane, ontstond het idee voor Puffin Books.

### 1960 tot 1970
Naar aanleiding van een entourage in kinderboeken werd Kaye Webb Puffins tweede editor in 1961. Puffin Books kreeg te maken met een grote groeispurt en de boekenlijst omvatte al snel 51 titels. 

### Picture Puffins
Picture Puffins introduceerde in de laat jaren 1960 boeken voor jonge kinderen. Eric Carle's The Very Hungry Caterpillar, Janet and Allan Ahlberg's Each Peach Pear Plum en zowel Eric Hill's Spot the Dog en Jan Pienkowski's Meg and Mog boeken uit 1980 werden en bleven favoriete kinderboeken.

### 1980 tot 1990
In 1980 haalde Puffin voordeel uit populaire cultuur met film uitgeverijen. Het maakte hechte banden met Disney en overige productie maatschappijen.

### 2023
Puffin kreeg zware kritiek om het doorvoeren van aanpassingen aan het werk van Roald Dahl. Puffin had honderden aanpassingen doorgevoerd door bijvoorbeeld woorden als "dik" te verwijderen aan Dahls werk om zo beledigende gevoelens bij lezers te voorkomen.

## Puffin Post
Puffin Post was een kinderboeken magazine dat door Puffin Books werd uitgegeven tussen 1967 en 1982. Het tijdschrift werd opnieuw gelanceerd in 2009, maar in 2012 definitief stopgezet.